# Avec les Lapons nomades
Pour plus de détails, voir Fiche technique et Distribution.
Avec les Lapons nomades (Same Jakki) est un film norvégien réalisé par Per Høst et Anders Pentha, sorti en 1957.

## Synopsis
Un documentaire sur les Samis, population du nord de la Scandinavie.

## Fiche technique
- Titre : Avec les Lapons nomades
- Titre original : Same Jakki
- Réalisation : Per Høst et Anders Pentha
- Scénario : Per Høst
- Musique : Christian Hartmann
- Société de production : Per Høst Film
- Pays :  Norvège
- Genre : Documentaire
- Durée : 84 minutes
- Dates de sortie : 
  -  Norvège : 21 mars 1957

## Distribution
- Karen Anna Logje : Rauna
- Klemet Veimel : Nilas
- Matti Mikkel Sara : Matti
- Jon Luoso : Heika

## Distinctions
Le film a été présenté en sélection officielle en compétition au Festival de Cannes 1957.